# Eissingeheem (Holwierde)
De Eis(s)ingeheem of Eisengeheem is een boerderij en voormalige borg in de gemeente Eemsdelta in de Nederlandse provincie Groningen. Zij is gelegen op een wierde in het oosten van het gehucht Uiteinde en ten noordwesten van Klein Wierum.

## Geschiedenis
In 1412 wordt in Holwierde een Kaminghehues genoemd en in 1492 had de familie Van Ewsum een niet nader genoemd steenhuis bij Holwierde. Van beide huizen is onbekend of ze dezelfde zijn als Eissingeheem. In de kerk van Holwierde bevindt zich een herenbank met het jaartal 1559 en een wapen dat overeenkomt met het wapen van Syger Eisens op een grafsteen in Baflo. Bij opgravingen zijn onder andere laat-middeleeuwse kogelpotscherven gevonden. In 1654 komt Eissingeheem voor het eerst als naam voor toen eigenaar Onno Valks/Valke (zijn vader Udo Valcke komt in Holwierde voor vanaf 1593) was overleden en borg met onder andere schuur, poort, brug, hovinge, gracht, singel, plantage, graven bij de kerk en kerkgestoelte per keerskoop (keers = Gronings voor kaars; openbare veiling waarbij geboden werd tot een kaars was opgebrand) werden verkocht aan Alje Bojens uit Winsum. Dit is ook de enige keer dat van een borg wordt gesproken. Daarna zal het dan wellicht weer zijn veranderd in een boerderij. Eissingeheem is waarschijnlijk in 1840 verbouwd. De singels en bomen rond Eissingeheem zouden zijn verdwenen tussen 1840 en 1850 en de laatste resten van de borg zelf (een kamer met zerken schoorsteenmantel) in 1861 werd gesloopt. De boerderij die op de plaats van de borg werd gebouwd, werd in 1945 verwoest bij de beschietingen tussen Canadezen en de Batterie Nansum gedurende de bevrijding van Delfzijl. De boerderij werd daarop hetzelfde jaar afgebroken, waarbij een stuk muur van de borg met ronde gaten werd gevonden. Tussen 1946 en 1951 herrees de nieuwe boerderij en werd de noordgracht gedempt. De borg stond ongeveer waar het voorhuis van de oude boerderij stond.